# Parahieroglyphus
Parahieroglyphus är ett släkte av insekter. Parahieroglyphus ingår i familjen gräshoppor.
Kladogram enligt Catalogue of Life:
| Parahieroglyphus | \| \| Parahieroglyphus bilineatus \| \| \| \| \| \| Parahieroglyphus colemani \| \| \| \| |
|                  | \| \| Parahieroglyphus bilineatus \| \| \| \| \| \| Parahieroglyphus colemani \| \| \| \| |
|                  | Parahieroglyphus bilineatus                                                               |
|                  |                                                                                           |
|                  | Parahieroglyphus colemani                                                                 |
|                  |                                                                                           |